# VW typ 166 Schwimmwagen

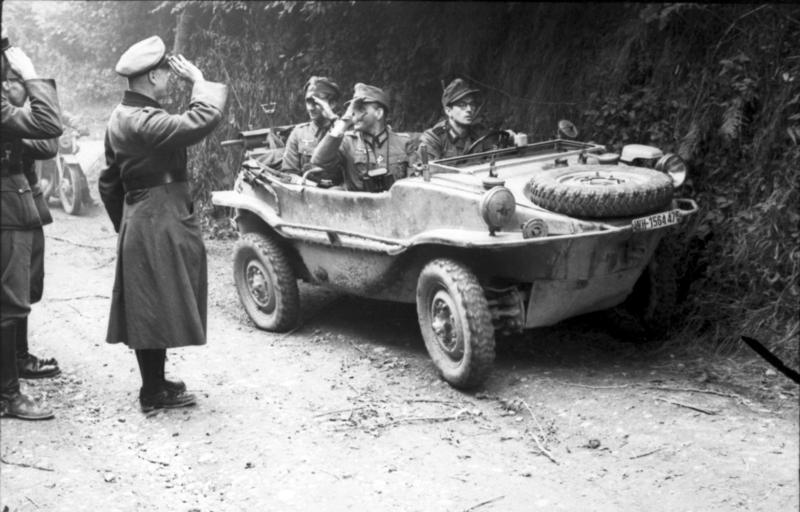
Schwimmwagen w północnej Francji, czerwiec 1944

VW typ 166 Schwimmwagen – niemiecki pływający samochód terenowy z napędem na cztery koła (amfibia) z okresu II wojny światowej.

## Historia
Produkowany seryjnie od 1940 lekki samochód terenowy VW typ 82 Kübelwagen okazał się doskonałym pojazdem wojskowym. Jedynymi jego wadami był brak napędu na wszystkie koła oraz brak możliwości pływania. W związku z tym Urząd Uzbrojenia Wojsk Lądowych złożył w biurze konstrukcyjnym Ferdynanda Porsche zamówienie na projekt amfibii. Było to związane z dużym zapotrzebowaniem wojska na takie pojazdy. Miały się one znaleźć na wyposażeniu oddziałów saperskich. Prace rozpoczęły się 1 lipca 1940. Postanowiono, że nowy pojazd będzie zarówno amfibią, jak i skutecznym samochodem terenowym. Z tego powodu został on wyposażony w wodoszczelne nadwozie, napęd na cztery koła oraz dodatkową skrzynię przekładniową do jazdy terenowej. Projekt był gotów już 5 lipca 1940. Podpisano wtedy kontrakt na budowę trzech prototypów noszących oznaczenie VW Typ 128 (tzw. długa amfibia). Były one gotowe 1 listopada 1940. Nowe pojazdy bardzo jeszcze zewnętrznie przypominały VW typ 82. Zostały one poddane wszechstronnym próbom w różnych warunkach drogowych. W wyniku testów zakończonych na wiosnę 1941 wprowadzono nieznaczne modyfikacje. Ogółem wyprodukowano 30 pojazdów VW typ 128. Nosiły oficjalne oznaczenie Pkw.-K2. W większości zostały przekazane Wehrmachtowi, pozostałe posłużyły do dalszych badań.
W trakcie prac nad amfibią Typ 128, skonstruowano następujące jej odmiany:
- Typ 129 – amfibia z kadłubem wypełnionym materiałem wybuchowym. Miała ona służyć do niszczenia umocnień. Nie podjęto jej produkcji.
- Typ 138 – amfibia ze wzmocnionym kadłubem. Nie produkowana

Przeprowadzone próby wykazały, że VW typ 128 jest zbyt niestabilny i ma ograniczone możliwości jazdy w terenie. Wady te postanowiono zlikwidować poprzez zmniejszenie rozstawu osi i skrócenie kadłuba. Prace nad projektem nowego pojazdu podjęto w kwietniu 1941. Rozstaw osi zmniejszono z 2,4 m na 2,0 m, co poprawiło stabilność i mobilność podczas jazdy terenowej. W jego powstaniu, dużą rolę odegrało dowództwo Waffen-SS, które poszukiwało nowych pojazdów dla swoich oddziałów rozpoznawczych. W sierpniu 1941 rozpoczęły się intensywne próby terenowe samochodu oznaczonego jako VW typ 166 (le. Pkw.-K2s). Po zakończeniu prób pojazd został skierowany do produkcji seryjnej. Pierwsze 100 samochodów zmontowano do 6 czerwca 1942. Do końca roku zbudowano dalsze 511 egzemplarzy. Produkcja była kontynuowana do 1944. Została przerwana z powodu ciężkich nalotów bombowych na Wolfsburg. W tym czasie zbudowano 14 276 egzemplarzy amfibii.

## Opis
Pojazd o wadze 890 kg posiadał czterocylindrowy silnik chłodzony powietrzem o mocy 25 KM z czterobiegową skrzynią biegów. W tylnej części amfibii znajdowała się unoszona śruba napędowa, która na czas pływania musiała być opuszczana ręcznie. Sterowanie podczas pływania zapewniały skrętne przednie koła. Na wyposażeniu samochodu znajdowały się wiosła, które wykorzystywano nie tylko w sytuacjach awaryjnych, ale przede wszystkim podczas pływania do tyłu ponieważ śruba zapewniała pływanie tylko do przodu. 

## Galeria

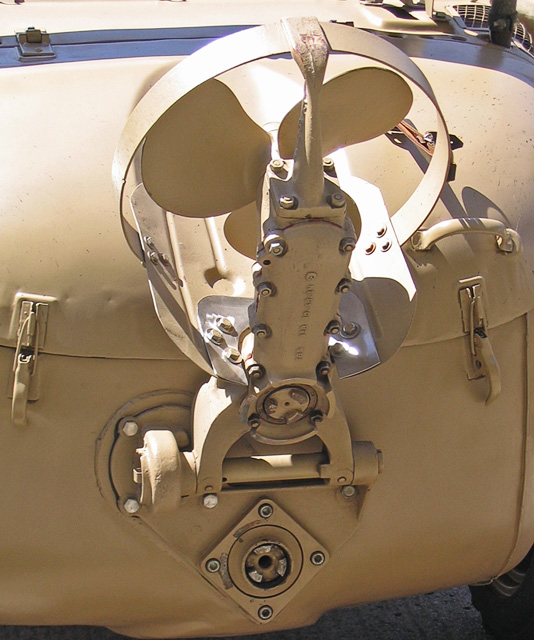
Podniesiona śruba napędowa
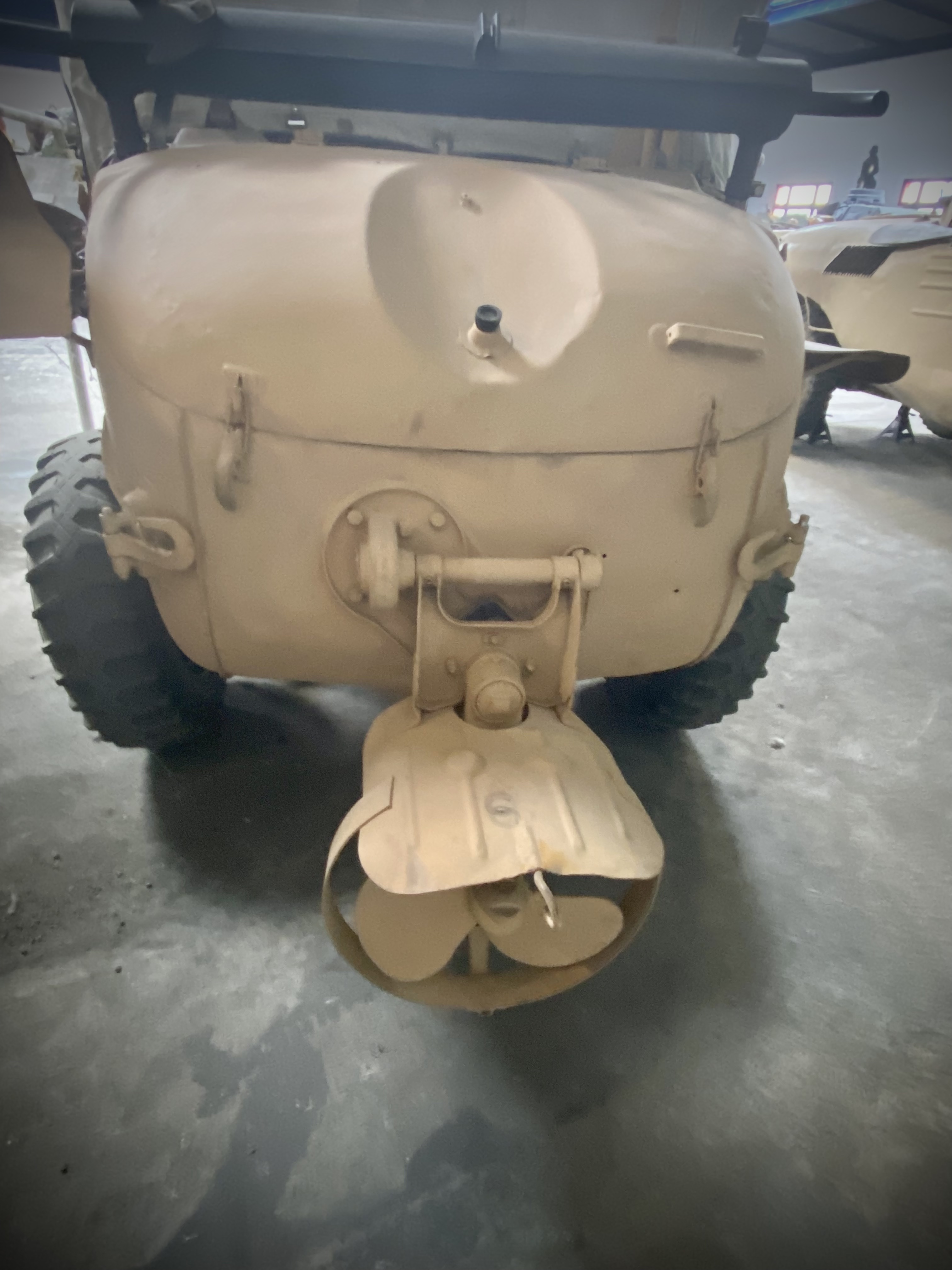
VW Schwimmwagen z opuszczoną śrubą napędową (Musée des Blindés w Saumur)
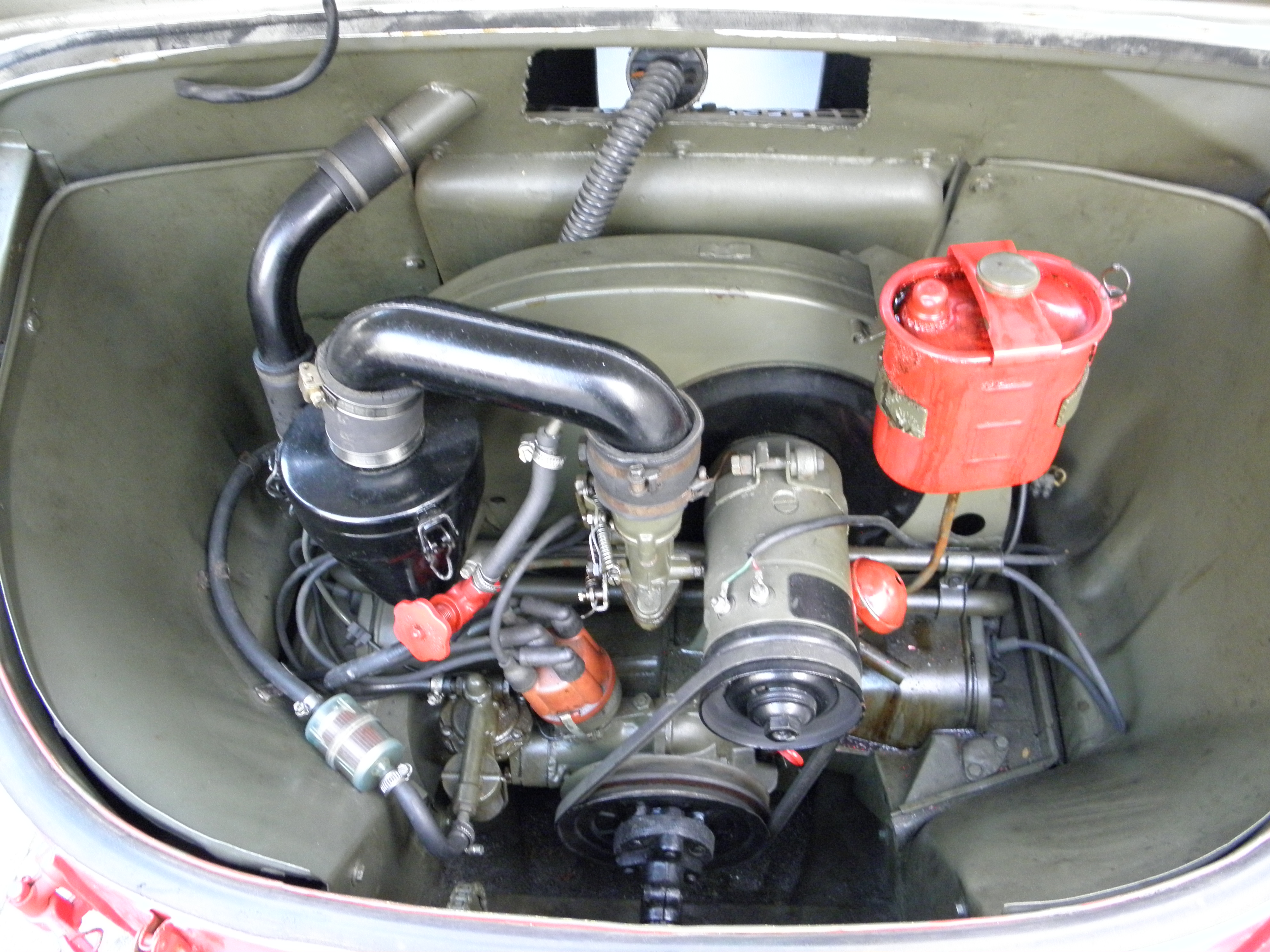
Silnik
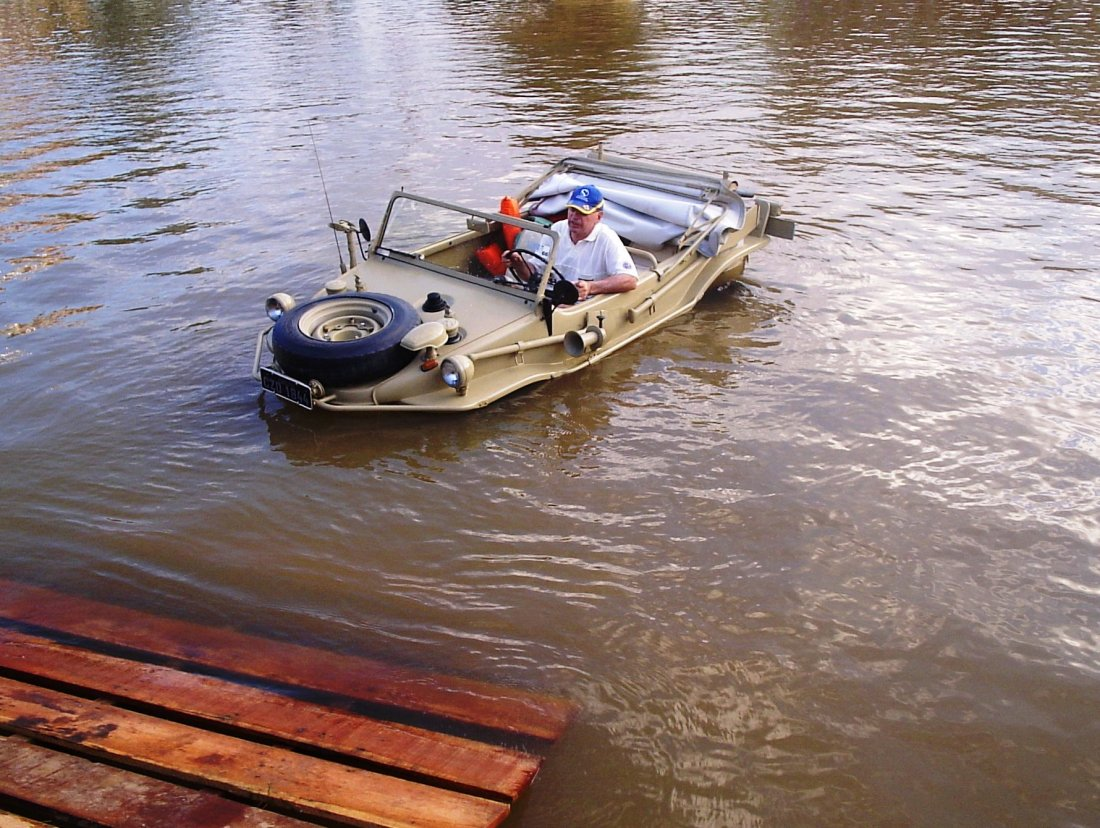
W czasie pływania